# Thamnium gracillimum
Thamnium gracillimum là một loài Rêu trong họ Neckeraceae. Loài này được (Hampe) Broth. & Watts miêu tả khoa học đầu tiên năm 1915.